# Osamu Sato (artista)
Osamu Sato (佐藤 理; Kioto, 14 de abril de 1960) es un compositor, fotógrafo y artista digital japonés famoso por diseñar el videojuego de culto LSD: Dream Emulator.

## Obras
Según su sitio web, tiene estudios en "ciencia fotográfica" y diseño gráfico en una universidad no mencionada. Su primer trabajo fue el álbum de música ambiental "Objectless", lanzado en 1983.
Tras el éxito de su exposición "The Alphabetical Orgasm", Sato decidió fundar en 1994 un nuevo estudio llamado OutSide Directors Company, el cual le permitió trabajar de forma colaborativa para crear algunos videojuegos.

## Videojuegos
Su primera obra en la industria de los videojuegos fue el surrealista Eastern Mind: The Lost Souls of Tong Nou, el cual se lanzó por primera vez en Japón para Mac OS en 1994, y una versión para Microsoft Windows al año siguiente en Estados Unidos. Esto había sido financiado por Sony Music Entertainment Japan
En 1998, produjo y compuso la música para el videojuego LSD: Dream Emulator en PlayStation, que más tarde se convirtió en su trabajo más reconocible fuera de Japón debido a su naturaleza bizarra y terrorífica para muchos usuarios en redes sociales. El juego estaba basado en un diario de sueños perteneciente a Hiroko Nishikawa, una empleada que lo había guardado durante una década. Sato reveló en una entrevista que en realidad se oponía a crear un juego y que todo el proyecto fue un medio para sus obras.
LSD solo fue lanzado en Japón en pocas unidades y es poco lo que se sabe acerca de su lanzamiento. Esto que le dio un valor alto para los coleccionistas. Casi dos décadas después gozó de gran popularidad en Internet debido al gran número de streams y videoreacciones de jugadores frente a la impredicibilidad del mismo. La escasa información traducida del artista le dio una figura enigmática y de culto para los fanáticos del juego.
En 2018 se lanzó una nueva versión remezclada de la banda sonora del juego como festejo de su duodécimo aniversario.
Álbumes
- 1983 – Objectless
- 1994 – Transmigration
- 1995 – Equal
- 1998 – LSD & Remixes
- 2017 – Objectless (Classic Ambient Works and More)
- 2018 – All Things Must Be Equal
- 2018 – LSD Revamped

### Videojuegos
- 1994 – Eastern Mind: The Lost Souls of Tong Nou
- 1995 – Chu-Teng
- 1997 – Roly-Polys Nanakorobi Yaoki
- 1997 – Roly-Polys World Tour
- 1998 – LSD: Dream Emulator
- 1999 – Tokyo Wakusei Planetokio
- 2000 – Rhythm N Face

### Publicaciones
- 1993 – The Art of Computer Design: A Black and White Approach